# 니키 벨라
스테파니 니콜 '니키 벨라' 가르시아(Stephanie Nicole 'Nikki Bella' Garcia, 1983년 11월 21일 ~ )는 미국의 여자 프로레슬링 선수이며, 링네임은 니키벨라이다. 니키벨라는 2007년에 프로레슬링 입문을 했다. 현재 벨라트윈스의 멤버이다.
니키벨라의 키는 170cm 몸무게는 56kg이다.
피니쉬는 랙어택2.0, 랙어택, 벨라버스터 준피니쉬로는 알라바마슬램, 포암스매쉬 서브미션으로는 모디파이드 아킬레스 락/Modified Achilles lock 등이 있다

## 내용
니키벨라는 2007년에 프로레슬링에 입문을 했다. 2007년 WWE 산하단체에서 수련생을 거치며, 2008년 스맥다운에서 브리벨라가 링 밑 쪽으로 들어가고 나오면서 니키벨라가 밝혀졌다. 니키벨라는 브리벨라와 함께 혹은 홀로 선악을 오고가며 활동하고 있다. 2011년에는 대니얼 브라이언과 게일 킴의 삼각 관계로 엮이어 악역으로 전환하였다. 이후 니키가 베스피닉스를 이기고 디바스 챔피언이 된다. 이후 디바스 챔피언을 6일만에 레일라에게 빼앗기고, 계약 만료로 인해 WWE를 떠났었으나 이 후 다시 재계약을 통하여 토탈 디바스를 찍으며, 선수로 활동을 시작하였다. 2014년 브리벨라가 윗선과 대립중 2014년 섬머슬램에서 니키 벨라의 배신으로 분열 된 상태였으나 지금은 관계를 유지하고 있다. 배신으로 인하여 윗선과 손을 잡아 푸쉬를 받아 디바스 챔피언이 되었고, 그 후 최장수 WWE디바스 챔피언이 되었다. 최장수 WWE 디바스 챔피언을 보유하고 있었으나 샬럿과의 대립으로 WWE 나이트 오브 챔피언스에서 디바스챔피언을 빼앗기고 목부상 때문에 은퇴하고 말았다. 2016년 8월 21일에는 니키 벨라가 섬머슬램에서 에바마리 대신에 여성 6인 태그팀에서 돌아오게되어 악역으로 복귀하였고, WWE 스맥다운으로 이적하였다. 섬머슬램후 스맥다운에서 카멜라의 공격으로 선역으로 바뀌고 대립했으나 TLC의 승리를 마지막으로 대립이 종료되었다. 하지만 대립 종료 이후 서바이벌 시리즈때 여성 서바이벌 매치에 등장하려는데 갑자기 이유없는 폭행으로 등장하지 못했는데 몇개월 후 기습한 정체는 나탈리아로 밝혀졌다. 그렇게 정체를 밝힌 이후로 심해져가는 갈등으로 나탈리아와 대립을 하였으나 스맥다운라이브의 폴스 카운트 애니웨어 매치의 패배로 나탈리아와의 대립이 끝났다. 그 후 남자친구 존 시나와 함께 마리스 울레와 미즈 부부와 대립중이다. 레슬매니아33에서 대립의 끝에 승리하였고 오랜 인연이었던 남자친구 존 시나가 공개적 프로포즈로 결혼까지 하게 되지만 결국 둘은 헤어지게 된다. 그후 2018년 여성 최초의 로얄럼블에 등장하여 아스카와 함께 탑 투까지 생존하였지만 탈락하였다. 그 후 론다로우지와 벨라트윈스대 라이엇 스쿼드의 경기를 호주에서의 경기를 위해 다시 복귀한다. 그 후 승리로 장식한다. 그 후 다음 러에서 론다로우지를 배신하여 여성 최초의 페이퍼뷰 에볼루션에서 wwe raw womens 챔피언을 걸고 싸웠으나 벨트를 차지하지는 못한다.

## 연혁
- 2007년 프로레슬링계 데뷔하고 WWE 산하단체 FCW 입문
- 2008년 WWE에서 니키가 밝혀짐으로써 벨라 트윈스로 활동
- 2012년 니키 벨라가 WWE 디바스 챔피언 등극
- 2012년 WWE와 계약이 만료로 회사에서 떠남
- 2013년 재계약을 다시 함
- 2013년 3월 11일 RAW에서 벨라 트윈스가 복귀
- 2013년 7월 28일부터 E! 방송국에서 진행하는 토탈 디바스 리얼리티 프로그램 출연(유지)
- 2014년 니키는 제2회 디바스챔피언에 오름 (최장수 챔피언)
- 2015년 WWE 나이트 오브 챔피언스에서 디바스챔피언을 샬럿에게 뺏김
- 2015년 목부상 때문에 은퇴
- 2016년 섬머슬램 6인 태그팀 매치로 복귀
- 2016년 섬머슬램 이 후 카멜라와 대립 중 TLC에서 승리로 대립종결
- 2016년 서바이벌 시리즈에서 공격한 범인을 찾고 나탈리아(범인)와 대립
- 2017년 WWE 스맥다운2월 21일 폴스 카운트 애니웨어 매치에서의 패배로 대립종결
- 2017년 WWE 스맥다운2월 28일 남편 존 시나와 마리스 울레 & 미즈 부부와 대립중
- 2017년 레슬매니아 4월 2일 혼성 태그팀매치에서 대립의 끝에 승리하였고, 남편 존 시나가 링안에서 공개적 프로포즈로 연인에서 결혼으로 승낙하게 된다.
- 2018년 10월 8일 raw에서 여성 3:3태그팀 매치를 했으나 승리한 뒤에 론다를 공격 하면서 갑작스럽게 다시 악역 전환했다.
- 여성 최초의 페이퍼뷰 에볼루션에서 론다로우지와 러 위민스 챔피언 경기에서 결국 지고 만다

## 업적
- WWE 디바스 챔피언 (2회) 최장수
- 2013년 슬래미 어워드 Diva of the Year상
- 2015년 슬래미 어워드 Diva of the year상